# Sophie Junghans

Sophie Junghans

Sophie Junghans, eigentlich Sophie Schuhmann geb. Junghans (* 3. Dezember 1845 in Kassel; † 16. Dezember 1907 in Hildburghausen) war eine deutsche Schriftstellerin.
Sophie Junghans, Tochter des kurfürstlichen hessischen Hofrats Justus Junghans und seiner Ehefrau Helene, erhielt eine standesgemäße Schulbildung, die aber 1860 – als die Familie beim Tode des Vaters nahezu mittellos zurückblieb – unterbrochen wurde. Sie erlernte den Beruf der Lehrerin und vertiefte ihre Ausbildung durch die Eindrücke eines mehrjährigen Aufenthalts in England (ab 1864); später – schon als Schriftstellerin – hielt sie sich zu Studienzwecken in Berlin auf und ging 1876 nach Italien. Sie verheiratete sich 1877 mit dem Lehrer Joseph Schuhmann, später Professor am technischen Institut zu Rom, lebte aber schon 1878 wieder in Kassel; die Ehe – aus der ein Sohn hervorging – wurde 1879 (nach Brümmer 1880) geschieden. Nach einem weiteren Aufenthalt in England 1882/1883 ließ sie sich in Wiesbaden nieder und zog 1890 nach Gotha, wo sie sich eine „Villa Sophie“ baute und als fruchtbare und erfolgreiche Schriftstellerin lebte.
Im März 1901 wurde Junghans wegen „akuter Neurasthenie“ in die Landesheilanstalt Marburg aufgenommen. 1904 siedelte sie nach Frankfurt am Main über.

## Werke
- Gedichte. Luckhardt, Kassel 1869.
- Verflossene Stunden. Novelle. Günther, Leipzig 1871. (Digitalisat). Neuauflage Hofenberg, Berlin 2020, ISBN 978-3-7437-3541-5.
- Freudvoll und leidvoll. Erzählungen. 2 Bände. Jena 1874.
- Käthe, Geschichte eines modernen Mädchens. 2 Bände. Hirzel, Leipzig 1876. (Digitalisat)
- Haus Eckberg. Roman in 2 Bänden. Hirzel, Leipzig 1878. Neuausgabe Salier Verlag 2009. ISBN 978-3939611547
- Orsanna und andere Erzählungen. 2 Bände. Costnoble, Jena 1880.
- Die Erbin wider Willen. Spemann, Stuttgart 1881. (Digitalisat)
- Die Schwiegertochter. Novelle. Goldschmidt, Berlin 1882.
- Hella Jasmund und andre Erzählungen. Spemann, Stuttgart 1883.
- Neue Novellen. Breitkopf & Härtel, Leipzig 1883.
- Die Gäste der Madame Santines. 2 Bände. Reißner, Leipzig 1884.
- Helldunkel. Roman. 2 Bände. Reißner, Leipzig 1885.
- Die Amerikanerin. Reißner, Leipzig 1886. (Digitalisat)
- Spiegelungen.2 Bände. Dominik, Berlin 1887.
- Der Bergrat. 4 Bände. Fontane, Berlin 1888.
- Ein Rätsel. 2 Bände. Dominik, Berlin 1889.
- Zwei Brüder. 3 Bände. Reißner, Berlin 1889.
- Eine Versuchung. Hauschild, Dresden/Wien 1890.
- Unter der Ehrenpforte. Novellen. Dominik, Berlin 1891.
- Zu rechter Zeit. 3 Bände. Deutsche Verlags-Anstalt, Stuttgart 1893.
- Schwertlilie. Cotta, Stuttgart 1893.
- Die Brautschau. Roman. Bong, Berlin 1892,
- Geschieden. Deutsche Verlags-Anstalt, Stuttgart 1895.
- Um das Glück. Roman. 2 Bände. Ahn, Berlin 1896.
- Lore Lay. Erzählung. Reißner, Dresden 1897. (Digitalisat)
- Gehen und Bleiben. Roman. Reißner, Dresden 1899.
- Junge Leiden. Roman. Westermann, Braunschweig 1900.
- Hymen. Roman. Reißner, Dresden 1902.